# Parectatosoma mocquerysi
Parectatosoma mocquerysi is een insect uit de orde Phasmatodea en de familie Anisacanthidae. De wetenschappelijke naam van deze soort is voor het eerst geldig gepubliceerd in 1898 door Finot.